# Épaves du Dramont
 (mai 2025).
La mise en forme du texte ne suit pas les recommandations de Wikipédia : il faut le « wikifier ».
Les points d'amélioration suivants sont les cas les plus fréquents :
- Les titres sont pré-formatés par le logiciel. Ils ne sont ni en capitales, ni en gras.
- Le texte ne doit pas être écrit en capitales (les noms de famille non plus), ni en gras, ni en italique, ni en « petit »…
- Le gras n'est utilisé que pour surligner le titre de l'article dans l'introduction, une seule fois.
- L'italique est rarement utilisé : mots en langue étrangère, titres d'œuvres, noms de bateaux, etc.
- Les citations ne sont pas en italique mais en corps de texte normal. Elles sont entourées par des guillemets français : « et ».
- Les listes à puces sont à éviter, des paragraphes rédigés étant largement préférés. Les tableaux sont à réserver à la présentation de données structurées (résultats, etc.).
- Les appels de note de bas de page (petits chiffres en exposant, introduits par l'outil «  Source ») sont à placer entre la fin de phrase et le point final[comme ça].
- Les liens internes (vers d'autres articles de Wikipédia) sont à choisir avec parcimonie. Créez des liens vers des articles approfondissant le sujet. Les termes génériques sans rapport avec le sujet sont à éviter, ainsi que les répétitions de liens vers un même terme.
- Les liens externes sont à placer uniquement dans une section « Liens externes », à la fin de l'article. Ces liens sont à choisir avec parcimonie suivant les règles définies. Si un lien sert de source à l'article, son insertion dans le texte est à faire par les notes de bas de page.
- La présentation des références doit suivre les conventions bibliographiques. Il est recommandé d'utiliser les modèles {{Ouvrage}}, {{Chapitre}}, {{Article}}, {{Lien web}} et/ou {{Bibliographie}}. Le mode d'édition visuel peut mettre en forme automatiquement les références.
- Insérer une infobox (cadre d'informations à droite) n'est pas obligatoire pour parachever la mise en page.

Pour une aide détaillée, merci de consulter Aide:Wikification.
Si vous pensez que ces points ont été résolus, vous pouvez retirer ce bandeau et améliorer la mise en forme d'un autre article.
Les épaves du Dramont résultent de plusieurs naufrages survenus des années 50 av. J.-C. au Ve siècle ainsi que d'un naufrage moderne, survenu au XVIIIe siècle.
Le cap du Dramont se situe en France dans le département du Var et dans la commune de Saint-Raphaël. Il forme la pointe la plus méridionale du massif de l'Esterel et est constitué d'une colline escarpée culminant à 127 mètres d'altitude dont les tombants rocheux plongent dans la Méditerranée.
Les dix épaves identifiées dans les parages du cap du Dramont sont répertoriées « Dramont A » à « Dramont J ».

## Le site
Le cap du Dramont (ou Darmont sur la carte de Cassini) se trouve à l'est de la commune varoise de Saint-Raphaël. Il est entouré à l'est par la rade d'Agay, au sud-ouest par la petite île d'Or, à l'ouest par la plage du Dramont  et le petit port du Poussaï, et au nord par le quartier du Dramont, un hameau de Saint-Raphaël. Il présente plusieurs pointes :
- à l'est, les Pointes Longues et celles de Camp Long ;
- au sud, la Pointe du Dramont et celle de l'Esquine d'Ay[1].

Situé dans la Provence cristalline, le cap du Dramont est caractérisé par ses roches volcaniques rouges, des rhyolites, présentes dans tout le massif de l'Esterel, et par l'estérellite, une roche bleue exploitée dans une carrière locale.
La plage du Dramont est l'une de celles ayant servi au débarquement de Provence le 15 août 1944 et environ 30 000 soldats alliés y ont débarqué, ainsi que 10 000 véhicules.
Au sommet du cap, à 127 m d'altitude, un sémaphore a été construit en 1860 sur les ruines d'une tour de guet datant de 1562.
Les parages du cap présentent quelques écueils comme celui nommé le « Sec de l'île d'Or ».
Le cap se trouve à environ 9 kilomètres de l'entrée du port antique de Fréjus.

## Les navires

### ÉpaveDramont A
L'épave Dramont A a probablement coulé vers 50 av. J.-C.. Elle a été découverte en 1956 par l'archéologue Claude Santamaria et fouillée jusqu'en 1960 avant d'être abondamment pillée. De nouvelles investigations ont eu lieu de 1971 à 1974.
Il s'agissait d'un navire marchand d'environ 20 m de longueur. 

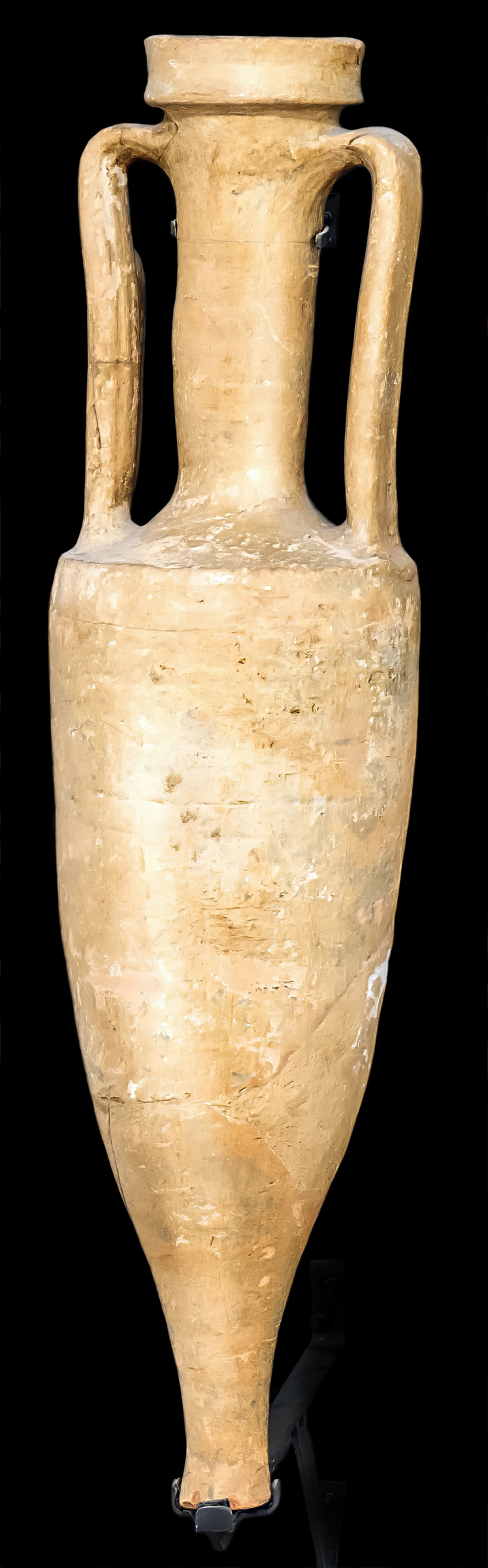
Amphore vinaire de type Dressel 1B

Les fouilles ont permis de sauver quatre-vingt-douze amphores vinaires de type Dressel 1B d'une hauteur allant de 112 à 127 centimètres et d'une contenance allant de 21 à 27 litres pour un poids de l'ordre de 33 kilogrammes. Ces amphores étaient estampillées notamment MOC, HERACLID, NICOMAC. Quelques amphores de type Lamboglia et la vaisselle de bord ont également été retrouvées, ainsi qu'une remarquable lampe à huile delphinoïde. Les jas d'ancres ont aussi été découverts, d'1,58 m et 1,74 m d'envergure.
Les archéologues ont également trouvé des tuyaux de plomb servant à l'évacuation des eaux de la cale par pompage.

### ÉpaveDramont D
Grâce aux pièces de mobilier retrouvées à bord, on sait que le naufrage a eu lieu au Ier siècle entre les années 25 et 65. L'épave Dramont D se trouve au sud-ouest de l'île d'Or, non loin du récif nommé le « Sec de l'île d'Or », que le navire pourrait avoir heurté, mais la présence de nombreux charbons de bois permet aussi d'envisager qu'il y ait eu un incendie à bord. Le site a livré de belles pièce de céramique arétine (d'Arezzo).

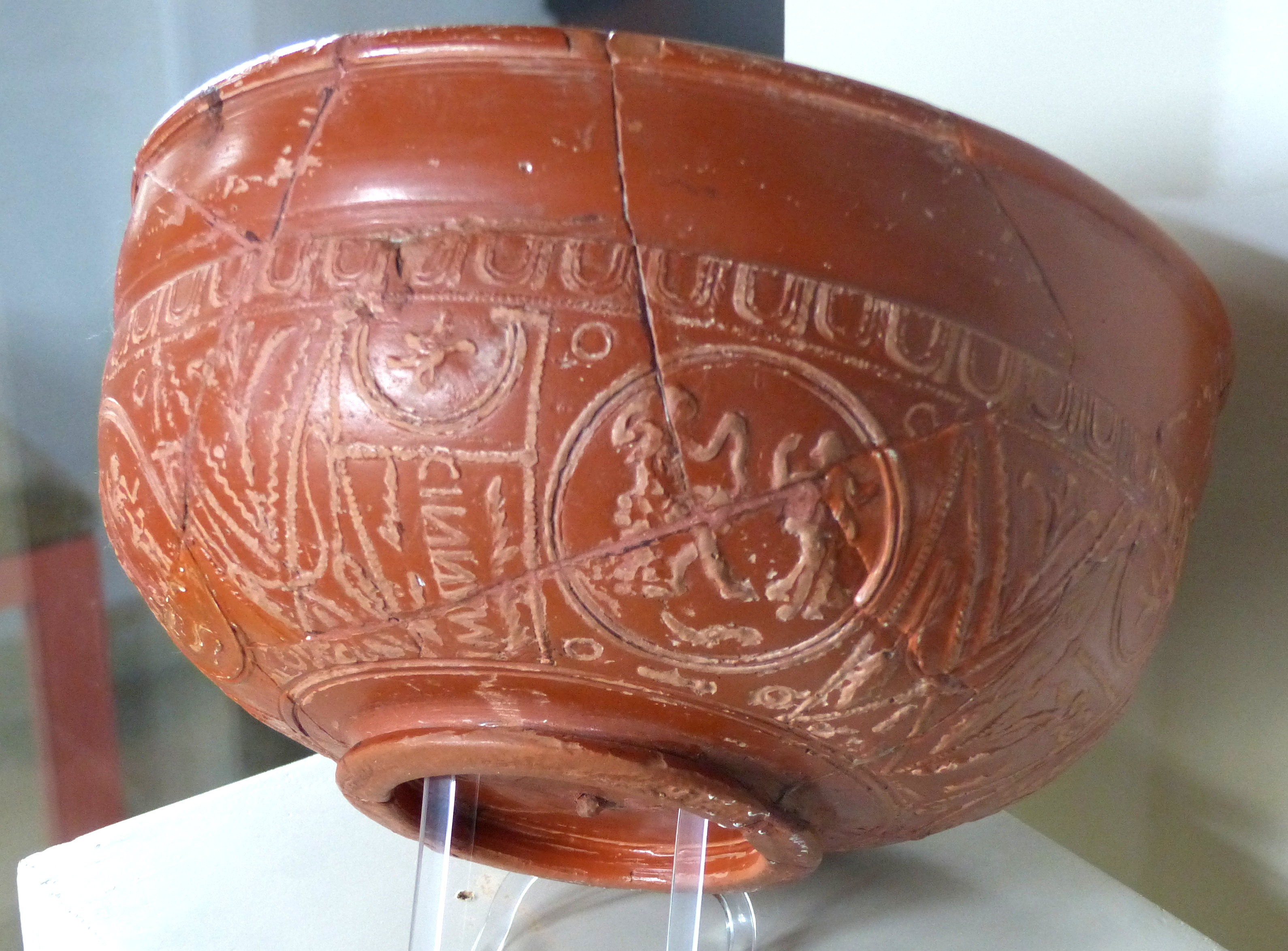
Exemple de céramique romaine.

### ÉpaveDramont E
L'épave Dramont E date du Ve siècle et a été découverte en 1965 à l’ouest du cap du Dramont. Ses inventeurs sont madame Issaverdens et monsieur Dumas, qui ont déclaré l'épave le 5 octobre 1965. Elle avait été découverte peu auparavant par d'autres plongeurs qui avaient commencé à la piller. Selon la tradition orale locale, le site était connu de certains vieux pêcheurs car on en remontait parfois dans les filets des débris, ou même de petites amphores.
De premières investigations ont été menées peu après la déclaration d'invention et se sont achevées le 29 avril 1966. D'autres investigations eurent lieu en 1968 et 1969 mais les campagnes les plus intenses se déroulèrent durant dix ans, de 1981 à 1990. Toutefois, depuis sa découverte officielle, l'épave avait dû subir d'intenses pillages. 
L'épave se situe à environ cinq-cents mètres au large de la pointe de Pierre Blave (qui délimite à l'ouest l'anse du Dramont, à l'opposé du cap) et à environ huit-cents mètres de l'île d'Or, à quarante-deux mètres de profondeur. Elle contenait avant d'être fouillée deux-cents amphores visibles, mais d'autres encore se trouvaient au-dessous, dans leur ordonnance d'origine. La cargaison contenait essentiellement des amphores cylindriques de différentes tailles et diamètres. La plupart de ces amphores sont de type Keay XXXV et remplies d'huile et de salaisons de poissons. Il y avait également à bord des spatheia et de la céramique sigillée.
Trente tubuli de voûte .

### ÉpaveDramont H
L'épave Dramont H est le seul navire moderne du site. Le naufrage aurait eu lieu dans la seconde moitié du XVIIIe siècle.

### ÉpaveDramont I
Le naufrage de Dramont I aurait eu lieu au tout début de la seconde moitié du Ier siècle. L'épave se trouve à environ 260 m à l'ouest de l'île d'Or et à environ 50 m de l'écueil nommé le « Sec des Pyramides », qu'elle pourrait avoir heurté, à moins que le navire n'ait eu une avarie. Le navire transportait 8,5 tonnes de marbre pour un volume de 23 m3, provenant d'une carrière située à Izmir, en Turquie, ainsi que de la pierre ponce et du corindon.